# Primarna cilijarna diskinezija
Primarna cilijarna diskinezija ili Kartagenerov sindrom  (akronim PCD) je retka nasledna bolest koja se nasleđuje na autozomno recesivan način ili je nasleđivanje vezano za hromozom X. Bolest predominantno utiče na funkcionisanje pluća, reproduktivnih organa i lateralnost unutrašnjih organa. Kada pacijent ima situs inversus, bronhiektazije i hronični sinusitis smatra se da boluje od Kartagenerov sindroma (podgrupi primarne cilijarne diskinezije).  Bolest nastaje zbog poremećaja funkcionisanja treplji na sluzokoži čija je funkcija u izbacivanju sekreta, pa boluju od čestih respiratornih infekcija, zapaljenja sinusa, infertiliteta (neplodnost)...
Velika raznolikost kliničke slike kod bolesnika sa primarnom cilijarnom diskinezijom često odlaže postavljanje tačne dijagnoze ove bolesti, a nije retkost i da lekari bolesnike sa drugim bolestima pluća okarakterišu kao oboleleo od PCD.
Čišćenje sluzi i drugih čestica iz disajnih puteva određuju tri bitna faktora: mukocilijarna aktivnost, kašalj i alveolarno čišćenje. Bolest se karakteriše hroničnom upalom gornjih i donjih disajnih puteva, neplodnošću muškaraca, a u 50% obolelih pojavljuje se situs viscerum inversus — Kartagenerov sindrom.

## Nazivi i njihovo značenje
Kartagenerov sindrom (1933) — Sindrom nepokretnih cilija (1976) — Primarna cilijarna diskinezija
Konačni naziv primarna cilijarna diskinezija umesto naziva sindrom nepokretnih cilija bolest je dobila nakon dodatnih istraživanja koja su potom usledila. Novim terminom se želelo ukazati na to da ne samo cilijarna nepokretljivost, već i cilijarna diskinezija (poremećen obrazac kretanja), i cilijarna aplazija (odsustvo cilija) dovode do primarne cilijarna diskinezije Termin „primarna“ je usvojen da bi se napravila razlika između nasledne genetičke bolesti (primarna cilijarna diskinezija) i sekundarne cilijarne diskinezije koja nastaje usled procesa infekcije i inflamacije. Sekundrana cilijarna diskinezija je reverzibilan poremećaj, zab razliku od PCD jer se nakon izlečenja vraća prvobitan broj cilija i njihova funkcionalnost.

## Istorija
Pojedinačan slučaj primarne cilijarne diskinezije, kod dvadesetjednogodišnjeg pacijenta muškog pola sa situs inversus-om, bronhiektazijama i znacima sino-nazalne bolesti prvi je opisao Alfons Karlovich Ziewert 1903. godine.. Trideset godina kasnije, tačnije 1933. godine, poljski lekar, Manes Kartegener opisao je bolest kod pacijente sa trijadom simptoma koji obuhvataju situs inversus, bronhiektazije i hroničnu mukoznu nazalnu bolest sa nazalnim polipima. Ovaj do tada nepoznati entitet po njemu je nazvan je Kartagenerov sindrom.
Nemački biolog, Bjorn Afzelius je 1976. godine, kod četiri pacijenta, potvrdio elektronskom mikroskopijom da se kod pacijenata sa Kartagenerovim sindromom cilije ne kreću i utvrdio da su glavne karakteristike primarne cilijarne diskinezije ultrastrukturni poremećaji motornih cilija koji dovode do njihove nepokretljivosti. Bolest je tada preimenovana u sindrom nepokretnih cilija.
Kasnijim istraživanjima koja su obuhvatila merenje stepena mukocilijarnog transporta u donjim disajnim putevima i proučavanje ultrastrukture repa spermatozoida i/ili respiratornih cilija, elektronskom mikroskopijom, utvrđeno je da cilije ovih pacijenata nisu imale dineinske ručice. Ovi rezultati su podržali hipotezu da će kongenitalne alteracije cilija dovesti do hroničnih infekcija respiratornog trakta i do sindroma nepokretnih cilija. 
Dodatna istraživanja koja su potom usledila, dovela su do zamene termina Kartagenerov sindrom, terminom primarna cilijarna diskinezija.

## Pregled normalne i abnormalne cilijarne ultrastrukture
Epitelna obloga velikih disajnih puteva i susednih struktura, uključujući paranazalne sinuse, srednje uvo i unutrašnji deo nosa, sastoji se od cilijanog pseudostratifikovanog stubičastog epitela. Cilizirane ćelije nalaze se takođe u ependimalnoj sluznici mozga i jajovoda. Pored toga, spermatozoidi (rep spermatozoida) imaju strukturu jezgre koja je identična cilijama.
Svaka zrela cilijarna ćelija ima do 200 cilija. Svaki cilijum ima niz uzdužnih mikrotubula koje su raspoređene u obliku 9 dupleta, koji se formiraju u spoljnjem krugu oko centralnog para. Glavni strukturni protein ovih dupleta je tubulin. Mikrotubule su usidrene bazalnim telom u apikalnoj citoplazmi ćelije. Radijalni žbice povezuju spoljne mikrotubularne duplje sa središnjim omotačem proteina oko centralnih tubula.
Presek cilija otkriva unutrašnje i spoljašnjost dineina, koji su pričvršćene na A podjedinicu svakog dubleta mikrotubula. Unutrašnje krak dineina je duži i formira kuku, dok je spoljni krak dinein kraći i ravan. Dineinu, vrsta ATP-aze, obezbeđuje energiju za klizanje po mikrotubulim i uzdužni pomak susednih mikrotubularnih dubleta, što rezultuje savijanjem cilija. Proteinski neksin povezuje spoljne mikrotubularne dublete, stvarajući obodnu mrežu sličnu kaišu. Pošto neksinske veze održavaju aksonemalne odnose, bazalna tela učvršćuju mikrotubule, a klizanje spoljnih mikrotubula rezultira savijanjem cilija.
Cilijarni pokret uključuje 2 faze:
- efektivnu fazu udara koja pomiče cilije put napred,
- fazu oporavka tokom koje se cilija savija unazad i potom vraća u početni položaj za fazu udara.

Sluznica koja se nalazi na respiratornom epitelu ima unutrašnji serozni sloj koji se naziva sol faza, u kojem se cilija oporavlja od aktivnog ritma, i spoljni, viskozniji sloj, gel faza. Vrhovi cilija stupaju u kontakt sa slojem gela tokom faze udara da bi se potom potisnule izlučevine prema napred, pri čemu cilija gubi kontakt sa želatinoznim slojem sluzi tokom faze oporavka.
Normalna frekvencija pomeranja cilija je 1.000-1.500 treptaja u minuti. Učestalost je sporija u perifernim delovima disajnih puetva (npr bronhiolama) u poređenju sa većim disajnim putevima (npr traheji ). Cilijarni pokretljivost se održava u istoj ravnini duž cele dužine disajnih puteva i rezultuje brzinom mukocilijarnog transporta od 20 do 30 mm/min.
Abnormalnosti u cilijarnoj komponenti uzrokuju i abnormalne cilijarne pokrete, što rezultuje oštećenim mukocilijarnim klirensom, a manifestuje se kao ponavljajuće i trajne sinopulmonalne infekcije, između ostalih problema.
Abnormalnosti motornih i senzornih cilija, osim u primarnoj cilijarnoj diskineziji, javljaju se u najmanje petnaestak različitih poremećaja poznate etiologije i u preko 120 poremećaja nepoznate etiologije. Među ovim poremećajima najznačajni su:
- Bardet-Biedl-ov sindrom,
- Mekel-Gruber-ov sindrom,
- Joubert-ov sindrom,
- Jeune-ov sindrom,
- Senior-Loken-ov sindrom,
- Usher-ov sindrom,
- Oralnofacialni-digitalni sindrom
- Alstrom-ov sindrom,
- Policistična bolest bubrega,
- Nefronoptisa,
- Hirschsprung-ova bolest,
- Holangiopatije,
- Retinitis pigmentoza,
- Kancer.

Kako su motorne cilije prisutne celom dužinom respiratornog sistema, svaki strukturni ili funkcionalni gubitak njihovog integriteta može dovesti do:
- Narušavanja urođenog imunskog sistema, koji je povezan sa poremećenim mukocilijarnim klirensom[1]
- Situs inversus kod oko 50% pacijenata, ili druge nepravilnosti položaja unutrašnjih organa.
- Smanjenja plodnosti kod žena jer jajne ćelije ne mogu da stignu do materice, ili se jajna ćelija pozicionira van materice usled nepravilnog kretanja motornih cilija u Falopijevim tubama kod žena.
- Smanjenja plodnosti kod muškaraca usled nepravilnog funkcionisanja repa spermatozoida.

## Epidemiologija
Incidencija PCD približno je 1:15.000 živorođene dece, i češća je u zajednicama u kojima se žene prvi rođaci. Incidencija situs inversusa (Kartagenerovog sindroma) je 1:32.000.
Kod PCD ne postije polne razlike, dok su kliničke manifestacije hroničnog sinuzitisa, bronhitisa i bronhiektazije teže tokom prve dekade života, pa sve do kraja adolescencije.

## Etiopatogeneza
Cilije ili treplje su tanki, cilindrični, prstoliki izvrati ćelijske membrane koje polaze sa površine eukariotske ćelije kako jednoćelijskih tako i višećelijskih organizama. Građene su po sličnom organizacionom planu kao bičevi, od kojih se razlikuju po veličini (dužina treplje je 2-10 μm, dok je bič veličine 100-200 μm). Kod čoveka ih, sadrže ćelije trepljastog epitela respiratornog sistema, koje se nalaze u gornjim disajnim putevima, moždanim komorama, jajovodima i duktus epididimisu. One su sastavljene iz dineinskih izdanaka koji su spojeni unutrašnjim i spoljašnjim prstenovima, a broj njihovim pokreta iznosi 14 u sekundi. Cilija narušene građe nema ovaj broj pokreta, što rezultuje smanjenim mukocilijarnim čišćenjem, mikrobiološkom kolonizacijom (što dodatno inhibira cijlijarno delovanje), hroničnim infekcijama i razvojem bronhiektazija.
Primarna cilijarna diskinezija je klinički i genetički veoma heterogen poremećaj koji se javlja odmah po rođenju, a karakteriše se promenama na motornim cilijama koje su posledica patogenih varijanti u genima koji kodiraju za proteine koji su neophodni za pravilnu strukturu i funkciju ovih organela.
Jedan od glavnih patofizioloških promena kod bolesnika sa primarnom cilijarnom diskinezijom je strukturna i/ili funkcionalna promena na cilijama respiratornog epitela, koje ih čine nepokretnim, slabo pokretnim, sa izmenjenim obrazac kretanja ili odsustvom kretanja. Promene u cilijarnoj pokretljivosti dovode do promena u transportu mukusa što ukazuje na to da su mehanizmi koji regulišu frekvenciju kretanja cilija odgovorni za regulaciju mukocilijarnog transporta u plućima.

### Genetika
Primarna cilijarna diskinezija (PCD) je genetski heterogeni poremećaj koji utiče na pokretne cilije i sastoji se od oko 2.500 proteina koliko je do sada identifikovano, što govori o kompleksnosti ovih organela na strukturnom nivou.  Oko 90% pacijenata sa PCD ima ultrastrukturne nedostatke koji utiču na proteine u spoljnjem i/ili unutrašnjem dineinu, koji ciliji daju pokretljivost, sa otprilike 38%   ovih oštećenja koja su izazvana mutacijama na dva gena, DNAI1 i DNAH5, koja kodiraju proteine koji se nalaze na spoljnoj strani cilijarnog dineina.
Do sada je opisano 38 gena uzročnika bolesti koje su odgovorne za nastanak PCD-a, a smatra se da je taj broj mnogo veći s obzirom da 2.500 proteina učestvuje u izgradnji i pravilnom funkcionisanju cilija.
Neki od do sada opisanih gena uzročnika PCD.
| Tip    | OMIM   | Gen    | Lokus        |
| ------ | ------ | ------ | ------------ |
| CILD1  | 244400 | DNAI1  | 9p21-p13     |
| CILD2  | 606763 | ?      | 19q13.3-qter |
| CILD3  | 608644 | DNAH5  | 5p           |
| CILD4  | 608646 | ?      | 15q13        |
| CILD5  | 608647 | ?      | 16p12        |
| CILD6  | 610852 | TXNDC3 | 7p14-p13     |
| CILD7  | 611884 | DNAH11 | 7p21         |
| CILD8  | 612274 | ?      | 15q24-q25    |
| CILD9  | 612444 | DNAI2  | 17q25        |
| CILD10 | 612518 | KTU    | 14q21.3      |
| CILD11 | 612649 | RSPH4A | 6q22         |
| CILD12 | 612650 | RSPH9  | 6p21         |
| CILD13 | 613190 | LRRC50 | 16q24.1      |

## Klinička slika
Klinički simptomi se manifestuju odmah nakon rođenja deteta ili u prvih nekoliko meseci života. Celokupna klinička prezentacija bolesti u respiratornim organima obuhvata: neonatalni respiratorni distres kod 80% pacijenata, akutni rinosinuzitis, rinitis, sinuzitis, konduktivni gubitak sluha usled upale srednjeg uha, učestale ili hronične upale pluća sa bronhiektazijama i progresivni gubitak funkcije pluća.
Kod novorođenčadi i male dece od kliničkih simptoma su najčešće prisutni:
Neonatalni respiratorni distres i rinitis.
Respiratorni simptomi su prisutni u 65-87% novorođenčadi, koji variraju od blage prolazne tahipneje do ozbiljnih respiratornih insuficijencija.
Neprestani vlažni kašalj i učestale respiratorne infekcije
Kašalj i respiratorne infekcije se nastavljaju kroz detinjstvo i adolescenciju. Kako su respiratorne infekcije kod male dece veoma česte i u drugim bolestima, dijagnoza PCD-a je često zbog toga odložena.
Bronhiektazije
Bronhiektazije predstavljaju abnormalno proširenje bronhija i bronhiola čija su posledica hronični kašalj, produkcija sputuma i učestale infekcije. Bronhiektazije mogu dovesti do progresivnog gubitka funkcije pluća koja zahteva transplantaciju pluća ili mogu dovesti do prevremene smrti ukoliko se ne leče na adekvatan način One mogu biti prisutne u detinjstvu, i skoro su neizbežne u adolescenciji, i predominantno zahvataju srednje i donje lobuse pluća.

## Dijagnoza
Ukoliko se javi neobjašnjivi respiratorni distres kod bebe, posebno ako je udružen sa atelektazama, treba se posumnjati na dijagnozu PCD-a.
Broj gena uzročnika primarne cilijarne diskinezije iz godine u godinu raste i trenutni broj različitih patogenih
varijanti detektovanih u 38 do sada opisanih gena, prelazi 10.000. Osim što su detektovane u genima uzročnicima primarne cilijarne diskinezije, funkcionalna karakterizacija ovih varijanti je neophodna kako bi se potvrdio njihov uticaj na fenotip. U tom smislu, kada rezultati različitih dijagnostičkih testova ne pokazuju jednoznačne rezultate, dijagnoza primarne cilijarna diskinezijse može se uspostaviti uzgajanjem primarne kulture cilijarnih ćelija bolesnika.
Imidžing (CT) kod primarne cilijarne diskinezije

## Diferencijalna dijagnoza
U diferencijalnoj dijagnozi treba imati u vidu:
| - Sinonazalne manifestacije cistične fibroze pluća - Adenoidnu hipoplaziju - Alergijsku bronhopulmonalnu aspergilozu - Nedostatak alfa1-antitripsina - Bronhijalnu opstrukciju - Hroničnu aspiracija - Hroničnu opstruktivnu plućnu bolest (KOPB) - Kongenitalni nedostatak hrskavice - Aspiracija stranih tijela - Idiopatske intersticijske pneumonije | - Idiopatska polipoza nosa - Imunosupresija - Udisanje otrovnih materija - Intersticijske bolesti pluća, uključujući idiopatsku plućnu fibrozu - Maligna bolest - Postinfektivnu bronhiektaziju - Plućnu sekvestraciju - Tešku atopiju - Traheobronhomegaliju - Tumor |

## Terapija
Osnovu terapije PCD čine:
- različiti postupci fizikalne medicine,[3]
- primena antibiotika,
- primena beta2 agonista,[49]
- primena topičkih kortikoida,
- stimulacija mukolize i iskašljavanje,[3]
- ovlaživanje vazduha
- vakcinacija

U slučaju lokaliziranih bronhiektazija može se obaviti lobektomija. Katkad je nužan i hirurški zahvat na paranazalnim šupljinama radi poboljšanja drenaže sinusa.

## Literatura
- Kartagener, M. (1933). „Zur pathogene der bronkiectasein:bronkiectasein bei situs viscerum inversus”. Beitr Klin Tuberk. 82: 489. doi:10.1007/BF02141468.
- Kartagner, M. (1933). „Zur pathogenese der bronkiectasein. I Mittelung: Bronkiectasein bei situs viscerum invesus”. Beitr Klin Tuberk. 83: 498—501.
- Afzelius, B. A. (1976-07-23). „A human syndrome caused by immotile cilia”. Science. 193 (4250): 317—9. Bibcode:1976Sci...193..317A. PMID 1084576. doi:10.1126/science.1084576.
- Carson, J. L.; Collier, A. M.; Hu, S. S. (1985-02-21). „Acquired ciliary defects in nasal epithelium of children with acute viral upper respiratory infections”. New England Journal of Medicine. 312 (8): 463—8. PMID 3969108. doi:10.1056/NEJM198502213120802.
- Pedersen M. Ciliary activity and pollution. Lung. 1990. 168 Suppl:368-76.
- Leigh, M. W.; Pittman, J. E.; Carson, J. L.; Ferkol, T. W.; Dell, S. D.; Davis, S. D.; Knowles, M. R.; Zariwala, M. A. (јул 2009). „Clinical and genetic aspects of primary ciliary dyskinesia/Kartagener syndrome”. Genet Med. 11 (7): 473—87. PMC 3739704 . PMID 19606528. doi:10.1097/GIM.0b013e3181a53562.
- Lie, H.; Zariwala, M. A.; Helms, C.; Bowcock, A. M.; Carson, J. L.; Brown De, 3rd; Hazucha, M. J.; Forsen, J.; Molter, D.; Knowles, M. R.; Leigh, M. W.; Ferkol, T. W. (јун 2010). „Primary ciliary dyskinesia in Amish communities”. J Pediatr. 156 (6): 1023—5. PMC 2875274 . PMID 20350728. doi:10.1016/j.jpeds.2010.01.054.
- Sturgess, J. M.; Chao, J.; Turner, J. A. (1980-08-07). „Transposition of ciliary microtubules: another cause of impaired ciliary motility”. New England Journal of Medicine. 303 (6): 318—22. PMID 7383126. doi:10.1056/NEJM198008073030606.
- Knowles, M. R.; Leight, M. W.; Carson, J. L.;  . (2012). „Mutations of DNAH 11 in patients with primary ciliary dyskinesia with normal ciliary ultrastructure”. Thorax. 67 (5): 433—441. PMC 3739700 . PMID 22184204. doi:10.1136/thoraxjnl-2011-200301.
- Kim, Raymond H.; a. Hall, David; Cutz, Ernest; Knowles, Michael R.; Nelligan, Kathleen A.; Nykamp, Keith; Zariwala, Maimoona A.; Dell, Sharon D. (2014). „The Role of Molecular Genetic Analysis in the Diagnosis of Primary Ciliary Dyskinesia”. Annals of the American Thoracic Society. 11 (3): 351—359. PMC 4028737 . PMID 24498942. doi:10.1513/AnnalsATS.201306-194OC.

## Spoljašnje veze
|  | Molimo Vas, obratite pažnju na važno upozorenje u vezi sa temama iz oblasti medicine (zdravlja). |